# Кенджекул
Кенджекул (кирг. Кенджекул) — село в Кара-Сууском районе Ошской области Кыргызстана. Входит в состав Кашгар-Кыштакского айылного аймака.

## География
Село расположено в северо-западной части области, на расстоянии приблизительно 8 километров (по прямой) к юго-западу от города Кара-Суу, административного центра района. Абсолютная высота — 844 метра над уровнем моря.

## Население
Согласно оценочным данным Национального статистического комитета Кыргызской Республики, численность населения села на начало 2023 года составляла 2992 человека.
| год     | 2009 | 2014 | 2015 | 2020 | 2021 | 2023 |
| ------- | ---- | ---- | ---- | ---- | ---- | ---- |
| человек | 2069 | 2406 | 2427 | 2749 | 2789 | 2992 |